# Тунцовый салат

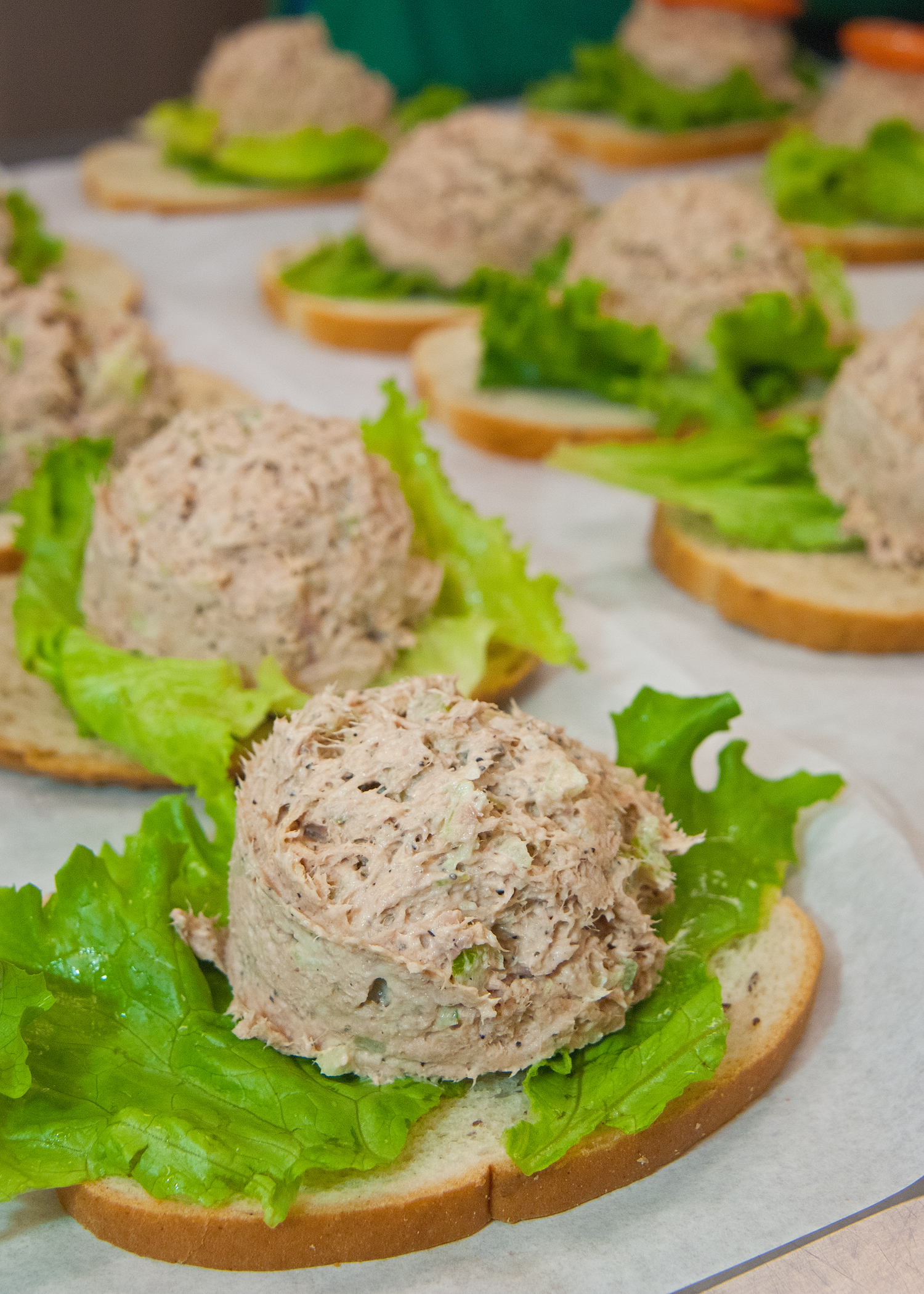
Тунцовый салат, сервированный на ломтике белого хлеба с зелёным салатом

Тунцовый салат — холодное блюдо, рыбный салат, в состав которого входят три основных ингредиента: тунец, варёное куриное яйцо и майонез или горчица. Кроме них в салат добавляют маринованные огурцы, сельдерей или репчатый лук. В салате используется готовый тунец, консервированный в собственном соку или оливковом масле. Салат часто используется в качестве начинки для сэндвичей с тунцом или открытых бутербродов.
Для быстроты приготовления тунцового салата, чтобы не варить яйца, можно заменить их на укроп и соус релиш, которые имеются в продаже готовыми. Тунцовый салат продаётся в готовом виде, и качество такого салата зависит от количества в нём майонеза: дешёвые тунцовые салаты содержат много майонеза и мелко порубленные ингредиенты, в то время как в более дорогих тунцовых салатах количество майонеза умеренное, а кусочки тунца и яйца крупнее.
Тунцовый салат имеет американское происхождение и известен более сотни лет. К 1914 году было известно около десятка его рецептов. В 1960-е годы тунцовый салат, богатый витаминами, зарекомендовал себя как диетическое блюдо. Американский тунцовый салат прижился в японской кухне под названием ツナサラダ . В Бельгии готовят персики с тунцом, начиняя тунцовым салатом половинки свежих или консервированных фруктов.